# 1912年の政治
1912年の政治（1912ねんのせいじ）では、1912年（明治45年・大正元年）の政治分野に関する出来事について記述する。

## できごと

### 1月

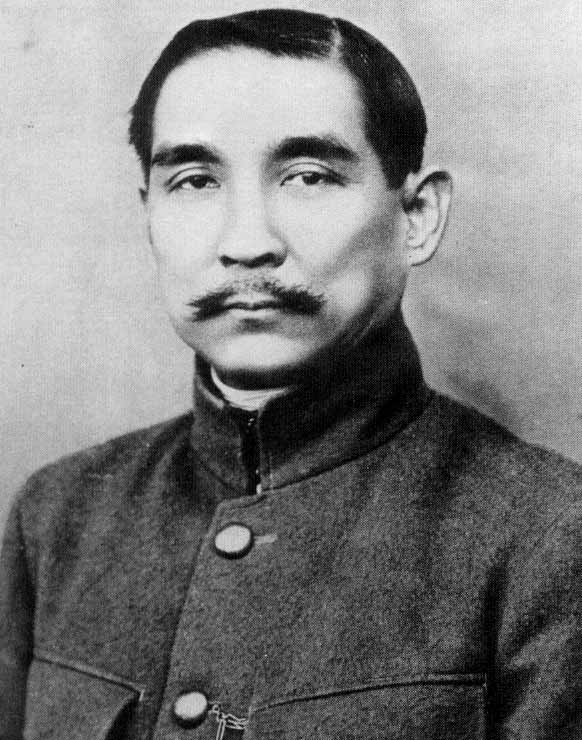
孫文が中華民国臨時大総統に就任した。

- 1月1日 - 中華民国臨時政府成立（アジア2番目の共和国[1]）。臨時大総統に孫文。
- 1月3日 - 中国各省代表、黎元洪を臨時副総統に選出。各部部長（大臣）を承認し、孫文内閣が成立。
- 1月6日 - アメリカ合衆国でニューメキシコ州が47番目の州として正式に昇格。
- 1月8日 - アフリカ民族会議設立。
- 1月11日 - 各省代表会議、南京を臨時首都に決定。
- 1月16日 - 北京で袁世凱暗殺未遂事件。
- 1月20日 - 民国臨時政府、袁世凱に対して宣統帝の退位と優待条件を提示。
- 1月22日 - 孫文、袁世凱に対して宣統帝の退位に賛成した場合の大総統辞任と、袁世凱の大総統就任を要請する声明を発表。
- 1月23日 - 万国阿片条約調印。
- 1月28日 - 各省代表会議、臨時参議院を設置。

### 2月
- 2月12日 - 宣統帝退位。清朝滅亡。
- 2月13日 - 孫文が辞表を提出し、臨時参議院に対し袁世凱の臨時大総統就任を推薦。
- 2月14日 - 米国でアリゾナ州が48番目の州に正式に昇格。
- 2月15日 - 臨時参議院、袁世凱の第2代臨時大総統就任と南京を首都とすることを承認。
- 2月 - ファン・ボイ・チャウらがベトナム光復会を設立。

### 3月
- 3月8日 - 中華民国臨時約法制定。

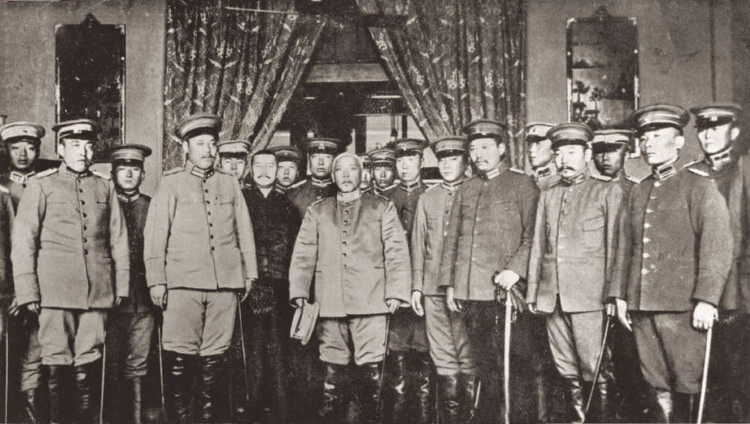
袁世凱が第2代臨時大総統に就任。

- 3月10日 - 袁世凱第2代臨時大総統に就任。
- 3月27日 - 尾崎行雄東京市長がワシントン市に三千本の桜の樹を贈る。
- 3月30日 - フランスがモロッコを保護国化。

### 5月
- 5月11日 - アラスカ準州成立。

第11回衆議院総選挙党派別勢力図

- 5月15日 - 第11回衆議院議員総選挙。
- 5月 - セルビア、ブルガリア、ギリシア、モンテネグロの4か国相互に防衛同盟が成立する（バルカン同盟）。

### 7月

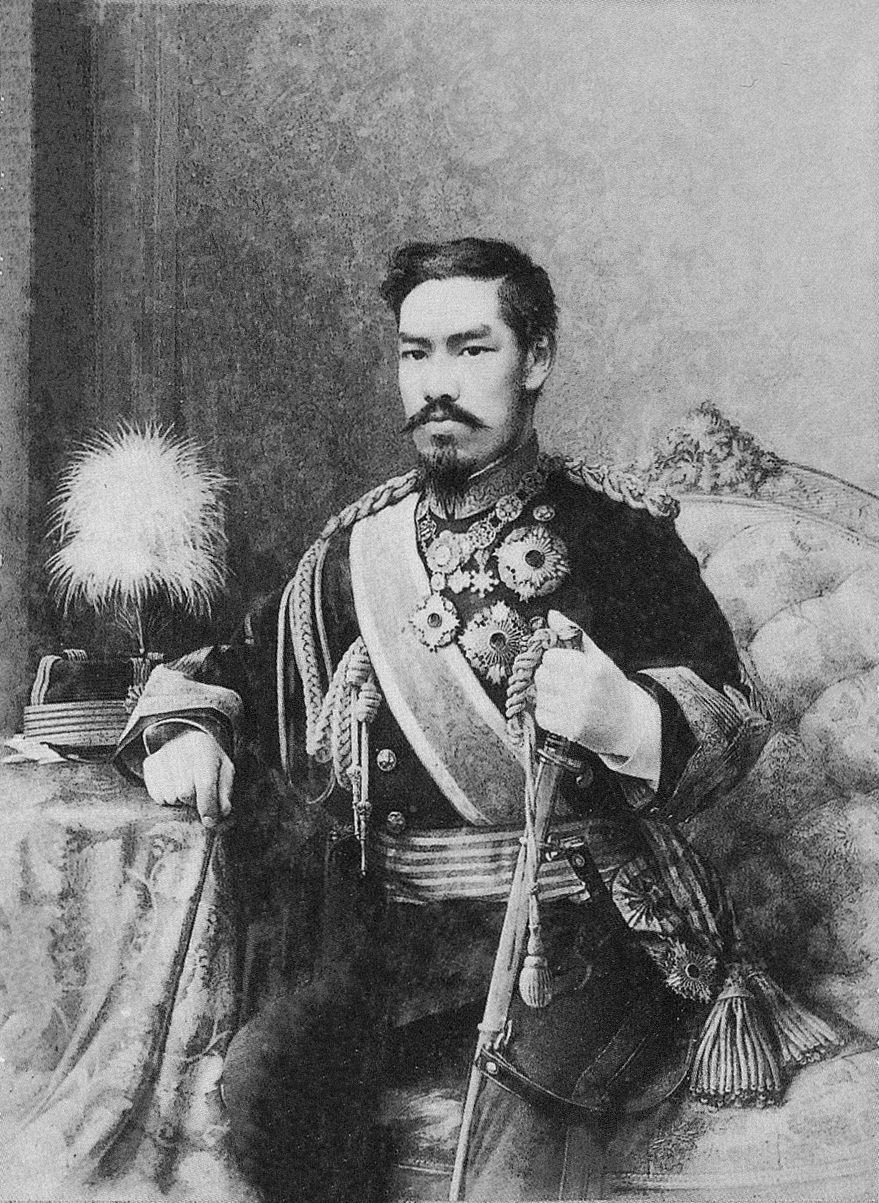
明治天皇崩御。

- 7月8日 - 第3回日露協約調印（特殊権益地域を内蒙古まで拡大）。
- 7月20日 - 宮内省が明治天皇御不例を発表。
- 7月30日
  - 明治天皇崩御。
  - 皇太子嘉仁親王が践祚。第123代大正天皇となる。
  - 元号が明治（1868年 - 1912年）から大正（1912年 - 1926年）に改元。

### 8月
- 8月1日 - 友愛会結成。
- 8月21日 - 第29臨時議会召集。
- 8月25日 - 中国同盟会などが国民党に改組。

### 9月

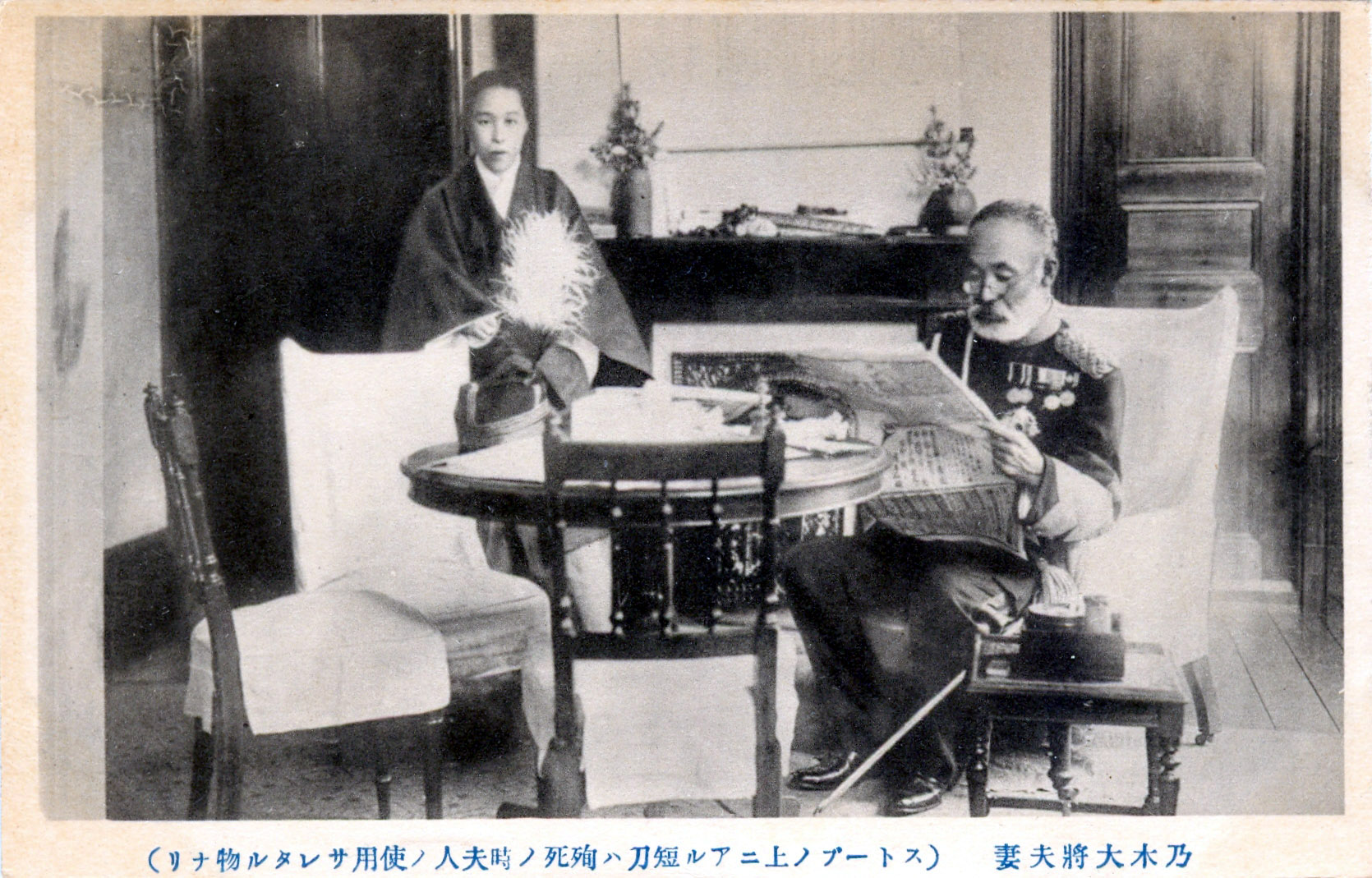
自決当日の乃木希典大将夫妻

- 9月10日 - オランダ領東インド（現在のインドネシア）でサレカット・イスラム結成。
- 9月13日
  - 明治天皇大喪が青山練兵場で行われる。
  - 乃木希典・静子夫妻が自刃。
- 9月14日 - 明治天皇の棺、伏見桃山陵に埋葬。
- 9月18日 - 乃木夫妻の葬儀挙行。

### 10月

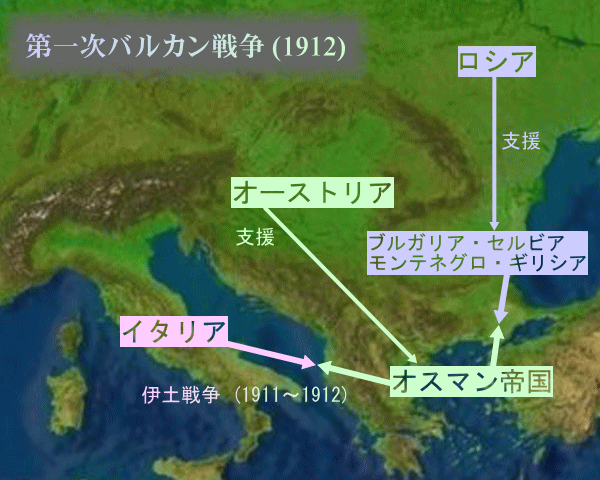
第一次バルカン戦争

- 10月8日 - 第一次バルカン戦争勃発。

### 11月
- 11月5日 - 米大統領選挙でウッドロー・ウィルソンが勝利。
- 11月24日 - 第2インターナショナルがバーゼルで臨時大会を開催。
- 11月28日 - アルバニアがオスマン帝国から独立を宣言。
- 第2次西園寺内閣、2個師団増設案を閣議で否決。

### 12月
- 12月2日 - 上原勇作陸相が増師問題で辞職。
- 12月3日 - 第一次バルカン戦争休戦。
- 12月5日 - 第2次西園寺内閣総辞職。
- 12月17日 - 桂太郎に大命降下。
- 12月19日 - 東京で第一回憲政擁護大会が開催。
- 12月21日 - 第3次桂内閣成立。
- 12月24日 - 第30議会召集。